# Битва в Трансильванії
Битва в Трансильванії (28 серпня — 26 листопада 1916) — основна битва у ході Румунської кампанії між румунськими військами та арміями Центральних держав, що проходила на території Австро-Угорщини й Румунського королівства за часів Першої світової війни.

## Історія
Битва в Трансильванії розпочалася негайно після оголошення війни Румунським королівством Центральним державам й вже у ніч з 27 на 28 серпня 1916 року румунські війська практично без перешкод та організованого опору з боку австро-угорських військ перетнули державний кордон сусідньої держави. Метою наступальної операції визначалося захопити спірну провінцію Трансильванію, де в переважній більшості мешкало румунське населення, і потенційно вибити Австро-Угорщини з війни, яка ще не оговталася після нищівної поразки її армії в ході Брусиловського наступу.
Хоча спочатку наступ румунської армії був успішним, просування її військ було зупинене після нападу Болгарії на Добруджу, і успішно розпочатого масштабного контрнаступу німецької та австро-угорської армій після 18 вересня 1916 року. Німецькі війська завдали серйозного удару біля міста Хацег, а згодом потужними ударами австро-німецьких армій румунська армія була розгромлена та відступила назад до Карпат. До кінця листопада війська Четверного союзу під керівництвом німецького генерала піхоти Е.фон Фалькенгайна остаточно розбили супротивника, спричинивши руйнацію усього Румунського фронту та повалення й втечу румунської влади на чолі з королем з Бухареста.
Битва в Трансильванії закінчилася повним розгромом румунської армії, яка зазнала важких втрат у битві. Попри багатократній чисельній перевазі над арміями Центральних держав в Трансильванії, румунські війська не змогли добитися успіху й досягти визначених цілей. Тактичні успіхи на початку вторгнення і вдале просування румунських військ вглиб території Австро-Угорщини були обумовлені фактично відсутністю опору з боку противника. Однак, як тільки румунські війська увійшли в зіткнення з австро-німецькими формуваннями, вони відразу ж почали зазнавати поразки і врешті-решт, втратили не лише те, що здобули у боях, а й відступили з території практично усієї Румунії.

## Карти битви

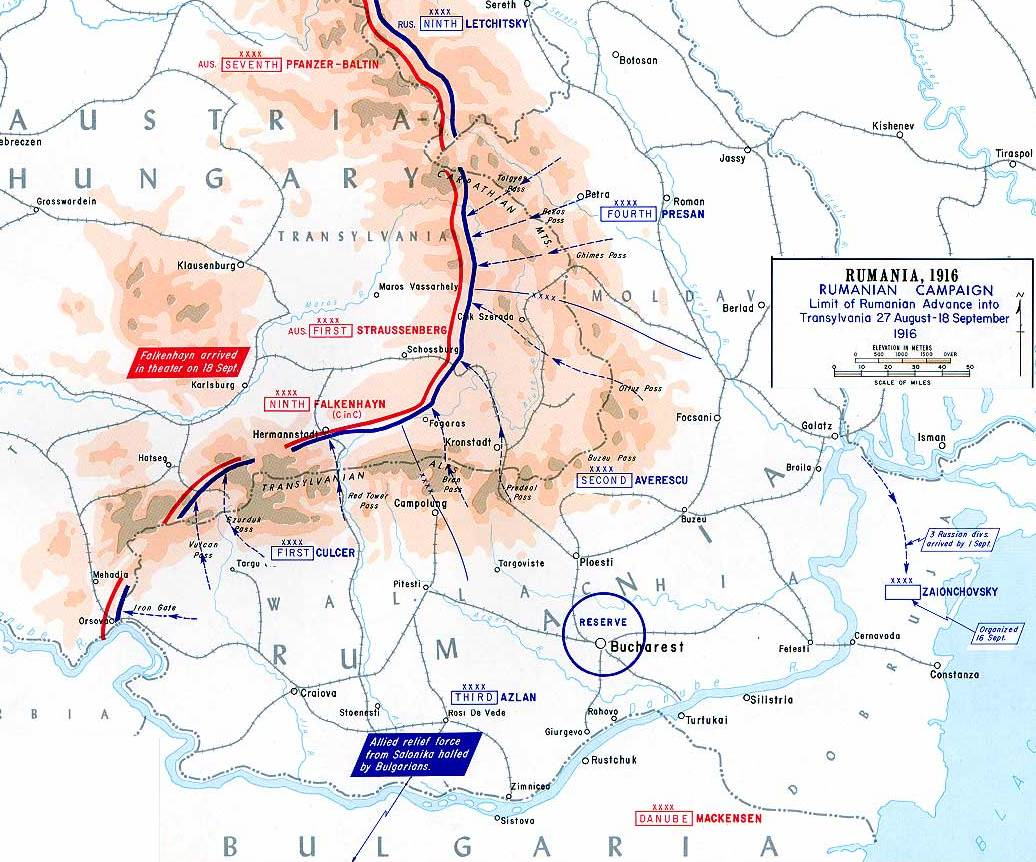
Румунське вторгнення до Австро-Угорщини, серпень 1916
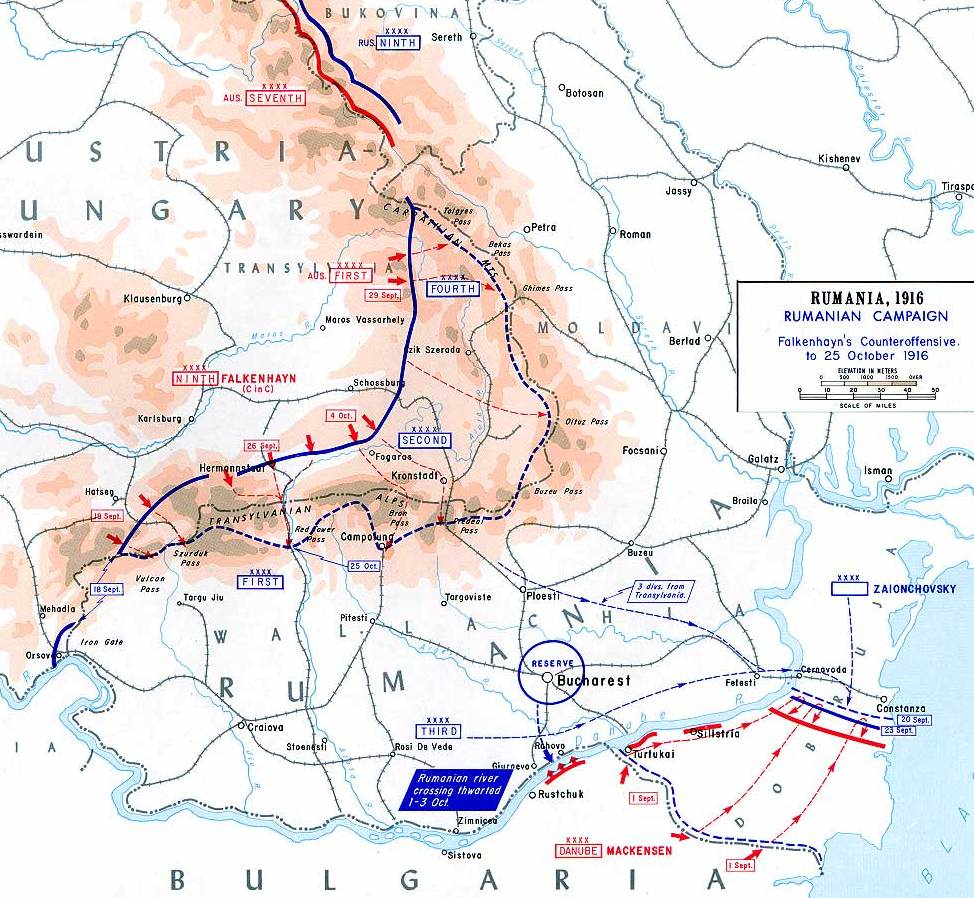
Контрнаступ армій Центральних держав, вересень-жовтень 1916